# 高壓制裁
《高壓制裁》（英語：Dragged Across Concrete）是一部2018年美國新黑色犯罪驚悚片，由S·克雷格·札勒執導兼編劇，主演包括梅爾·吉勃遜、文斯·范恩、多利·奇托、邁克·賈·懷特、珍妮佛·卡本特、蘿莉·荷登、弗雷德·邁拉麥德、烏多·基爾、湯瑪斯·柯瑞奇曼以及唐·強生。劇情講述一對警察搭檔（吉勃遜和范恩飾演）因強硬作風而遭停職後，身無分文的兩人決定在一場犯罪活動中分一杯羹，但在犯罪盡頭等待他們的事物遠超預期。
范恩繼《99號牢房的賽局》（2017年）後回歸與札勒合作，並將劇本交給當時正在合作《鋼鐵英雄》（2016年）的吉勃遜。2017年2月至8月加入其他演員。主要拍攝取景於加拿大卑詩省溫哥華。電影2018年9月3日登上第75屆威尼斯影展舉行全球首映，2019年3月22日在美國有限上映和VOD發行。《高壓制裁》在影評界好壞兩極分化，表演、黑暗風格獲得肯定，但被詬病過長的片長和暴力過度。電影因容易引起爭議的警察暴力、種族主義以及被外界解讀為右派思維而聞名。在第45屆土星獎上入圍了四項大獎，但亦入圍第40屆金酸莓獎「最無顧人類生命和公共財產後果的電影」一獎。

## 劇情
在名為布魯克威爾（Bulwark）的城市，剛被假釋的亨利回到家，打斷了母親與一位客人的生意。在責備她賣淫後，亨利與他的弟弟伊森重聚。
三週後，老鳥警探布雷特·雷吉蒙和年輕的搭檔安東尼·羅瑞斯提突襲了毒販瓦斯奎茲的家。雷吉蒙對嫌疑人過於粗暴，並強迫瓦斯奎茲的女友說出一袋錢和毒品的位置。雖然任務成功，但警探倆制伏瓦斯奎茲的影片遭人曝光給媒體，讓卡夫特總警司被迫將這兩名下屬無薪停職六週。雷吉蒙與羅瑞斯提便此碰上金錢問題，雷吉蒙的女兒莎拉在社區不斷受到騷擾，患有多發性硬化症的前警察妻子梅拉妮希望能搬到一個更安全的社區。羅瑞斯提則需要更多錢來向同居女友丹妮絲求婚。雷吉蒙從與犯罪界有聯繫的服飾大老闆菲德里克那獲取情報，並找上羅瑞斯提幫助他監視和搶劫神秘的羅倫茲·沃格曼。買了訂婚戒指後，羅瑞斯提遲遲沒有向丹妮絲求婚，對於是否能繼續執行雷吉蒙的計劃而猶豫不決。
亨利和他兒時的朋友比司吉受僱於沃格曼，沃格曼的蒙面同夥——黑手套和灰手套上工，藉由一連串的搶劫來買一輛帶有實心胎的訂製防彈貨車。銀行員工凱莉·夏蒙被迫離開自己剛出生不久的孩子，休完產假後首次重返工作崗位。沃格曼、黑手套和灰手套進入銀行搶劫，比司吉和亨利則偽裝成貨車的保安。沃格曼利用事先準備的錄音機指令要求銀行經理艾德明頓先生交出金條；凱莉擔心自己的生命安全，試圖阻止同事發出電子郵件通知警方時中槍。然後，垂死的她在懇求歹徒時被即決槍殺。
尾隨貨車的雷吉蒙與羅瑞斯提察覺沃格曼正在搶劫銀行。歹徒們帶著金條和人質瑞德離開，並閹割了艾德明頓。對沃格曼及其手下的殘暴行為感到不安，亨利和比司吉被迫交出他們的武器。意識到可能會被殺，亨利用童年的回憶分散了比司吉的注意力，並隱瞞正被警探跟蹤著。羅瑞斯提得知有五人在搶劫中喪生，且有一人被劫為人質；他斥責雷吉蒙未提早干預或通知當局，但雷吉蒙斷言執法人員的到來已為時已晚，唯有他們兩人才能對付歹徒。羅瑞斯提打算提早向丹妮絲求婚，利用一通語音留言，引導她拿到訂婚戒指。
到達郊外一處車庫後，比司吉跳出車外並被槍打傷，亨利用藏好的一把槍打傷了灰手套。比司吉受了致命傷，並吞下貨車的鑰匙，當懇求亨利照顧他的母親後遭槍殺。雷吉蒙與羅瑞斯提身穿防彈背心和面具抵達，與沃格曼等人對峙。瑞德被派去把比司吉的屍體拉進貨車，讓黑手套從該屍體肚子中取出鑰匙。羅瑞斯提發現貨車採用實心胎，而無法用狙擊步槍讓車子癱瘓；雷吉蒙開車撞翻了歹徒的貨車。
受到沃格曼的威脅，半裸的瑞德爬出貨車。羅瑞斯提引導她到身旁時，瑞德壓著他的防彈背心開了幾槍。雷吉蒙擊斃瑞德後，又殺死了爬出貨車的黑手套。受了致命傷的羅瑞斯提聽取丹妮絲的語言留言，得知丹妮絲拒絕了他的求婚後，羅瑞斯提認命死去。雷吉蒙開車到貨車旁並丟了一枚催淚彈進去，在灰手套投降時殺死了他。雷吉蒙遭遠處的亨利伏擊，腳部中彈。亨利透露，他已在手機上錄下了這裡的一切，包括瑞德被殺的過程，並認出雷吉蒙的警探身份。雷吉蒙殺死沃格曼後，解除亨利的武裝，提議他們平分金條，然後將屍體和金條一起裝入一輛逃生用車。
亨利和雷吉蒙各自在車上都拿到了一把藏起來的槍。當將雷吉蒙的車推入湖中後，雷吉蒙持槍威脅亨利刪掉手機的影片；雙方發生拉扯，亨利掏槍殺死了雷吉蒙，並憤怒地譴責雷吉蒙。亨利同意埋葬羅瑞斯提並給予雷吉蒙的家人照料，然後埋葬了所有的屍體。他向比司吉保證稍後會回來並給他辦場適當的葬禮。十一個月後，亨利與他的母親和弟弟住進一棟豪宅中，並給梅拉妮和莎拉寄了一枚裝有一些金條的包裹，署名雷吉蒙寄出。

## 演員
- 梅爾·吉勃遜飾演布雷特·雷吉蒙（Brett Ridgeman）[11]
- 文斯·范恩飾演安東尼·羅瑞斯提（Anthony Lurasetti）[11]
- 多利·奇托飾演亨利·強斯（Henry Johns）[12]
- 邁克·賈·懷特飾演比司吉（Biscuit）[12]
- 珍妮佛·卡本特飾演凱莉·夏蒙（Kelly Summer）[12]
- 蘿莉·荷登飾演梅拉妮·雷吉蒙（Melanie Ridgeman）[12]
- 弗雷德·邁拉麥德飾演艾德明頓先生（Mr. Edmington）[13]
- 烏多·基爾飾演菲德里克（Friedrich）[13]
- 塔提雅瓦娜·瓊斯（英语：Tattiawna Jones）飾演丹妮絲（Denise）[12]
- 潔絲汀·沃林頓（Justine Warrington）飾演瑞德（Cheryl）[13]
- 喬丹·艾許莉·歐森（Jordyn Ashley Olson）飾演莎拉·雷吉蒙（Sara Ridgeman）[14]
- 蓮妮特·布雷戈（Liannet Borrego）飾演羅莎琳達（Rosalinda）[13]
- 麥爾斯·楚特（英语：Myles Truitt）飾演伊森·強斯（Ethan Johns）[14]
- 凡妮莎·貝爾·卡洛威（英语：Vanessa Bell Calloway）飾演珍妮佛·強斯（Jennifer Johns）[14]
- 諾爾·G（英语：Noel Gugliemi）飾演瓦斯奎茲（Vasquez）[14]
- 普里莫·亞倫（Primo Allon）飾演黑手套（Black Gloves）[3]
- 馬修·麥卡爾（Matthew MacCaull）飾演灰手套（Grey Gloves）[3]
- 湯瑪斯·柯瑞奇曼飾演羅倫茲·沃格曼（Lorentz Vogelmann）[13]
- 唐·強生飾演卡夫特總警司（Chief Lt. Calvert）[12]
- 李察·紐曼（英语：Richard Newman (actor)）飾演法爾包曼（Feinbaum）[14]
- 王卡帝（Cardi Wong）飾演席德（Sid）[14]

## 製作

### 劇本
《高壓制裁》由S·克雷格·札勒自編自導，以警察暴力為題材的犯罪驚悚片。劇本達162頁，在拍片時幾乎原封不動，創意全受札勒掌控。受到史丹利·庫柏力克電影《殺手》（1956年）以及薛尼·盧梅電影《熱天午後》（1975年）和《城市王子》（1981年，也是札勒最喜歡的電影）的影響。札勒表示：「我對打造故事世界的興趣遠大於只是描寫情節。」
電影主題涉及敏感的種族主義，其中包括一些挑釁議題。根據札勒所述，他只是依照自己的喜好來寫作，不太關心人們的反應，且他的作品並非在追求廣大的群眾：「我知道我的電影、書籍和未來的電影中的某些台詞和片刻對某些人而言觀感不佳或讓人們討厭我。那是你的權利，我有權實現我自己的願景並希望還能有下次。」札勒並非要在劇本中解決社會的弊病，也不想引起挑釁，而是探討未能避免的事情最終會在不同之處產生不同的結果。例如，主角布雷特·雷吉蒙（Brett Ridgeman）是名不滿生活、出手過重，被停職後越線而遭受懲罰的警察；以角色中心來看，這位警察做了一項錯誤的決定後一錯再錯、一去不回。演員文斯·范恩表示，這不是部「議題主導電影」：「回到神話來說，我們喜歡的故事——都是道德故事。我發現這是一篇非常道德的故事，沒有議題主導，令人耳目一新。在這篇道德故事中，你只會看到真實的角色發生衝突。」
凱莉·夏蒙（Kelly Summer）與主線劇情較無關聯的「離題」戲份、安東尼·羅瑞斯提（Anthony Lurasetti）花了一長段鏡頭在車子上吃三明治，以及亨利·強斯（Henry Johns）和比司吉（Biscuit）談論他們的童年，也是札勒十大喜愛橋段中的三段。這些橋段佔了電影不少篇幅，但札勒認為角色細節比情節更有趣，加上配合氛圍和之後發生的轉折，所以不會為了劇情流暢而精簡。

### 發展
完成《99號牢房的賽局》（2017年）後，札勒很快投入《高壓制裁》的製作。電影由統一製片公司（Unified Pictures）的凱思·基亞瓦爾（Keith Kjarval）融資並與Cinestate的達拉斯·索尼爾以及聚集傳媒（Assemble Media）的傑克·海勒（Jack Heller）共同製作。該項目於2017年2月在第67屆柏林影展的歐洲電影市場（European Film Market）上尋求買方。
范恩自《99號牢房的賽局》後再度與札勒合作。當時正在拍攝《鋼鐵英雄》（2016年）的范恩將劇本交給其導演梅爾·吉勃遜看，讓他考慮參與演出；范恩還推薦對方觀看《99號牢房的賽局》。札勒透過范恩得以和吉勃遜聯繫，也希望對方能參演。2017年2月1日，吉勃遜確認參演，他和范恩共同飾演因強硬作風而遭停職的警察。8月2日，據報導，曾與導演合作的珍妮佛·卡本特和唐·強生等演員再次於該片重聚，多利·奇托、邁克·賈·懷特、塔提雅瓦娜·瓊斯與蘿莉·荷登也加入演出陣容。范恩和吉勃遜都是著名的好萊塢保守派，可能會阻礙電影的融資，但札勒認為他們是各自角色的絕配，且在選上他們後，片商也為此願意給予更多的資金，促進電影的製作。札勒稱讚吉勃遜是個很好合作的人，表演也很出色。此外，吉勃遜過去曾因《致命武器》（1987年）中的警察角色而聞名，但札勒表示在編寫劇本時曾未參考《致命武器》或為了選角做出更改。

### 拍攝
電影2017年7月17日在加拿大卑詩省溫哥華展開主要拍攝，9月16日宣告殺青。札勒期望觀眾看見的一切鏡頭具有真實感，包括兩輛車子相撞等橋段都在片場真實上演，而非在剪輯室補足。他稱此次拍攝極具挑戰，不論是窗戶破裂、汽車失事，還是有人被槍殺，各種特技複雜、難拍且危險。由於武器和戰鬥風格的不同，《高壓制裁》的極端暴力與導演前兩部電影相比要來得少。

## 音樂
《高壓制裁》的配樂和《99號牢房的賽局》同由札勒的老友傑夫·赫里奧特作曲；他們為電影創作了幾首靈魂樂，並將靈魂與金屬樂結合，編寫了原創爵士樂曲目。兩人讓一整支樂隊加上弦樂、喇叭部分和額外的打擊樂、長笛和豎琴來演奏音樂。札勒也獻聲演唱了一首歌。音樂家查爾斯·明格斯和約翰·柯川是札勒在音樂創作的影響因素之一。
《高壓制裁》原聲帶由湖岸唱片負責發行，於2019年3月22日發售CD、數位版，與電影上映日同步。《華盛頓郵報》的帕特·帕多瓦（Pat Padua）評論原創歌曲〈別終止免下車〉（Don't Close the Drive In）：「可能有點刺耳，但有助於營造出既熟悉又令人不安的現實感。」
| 曲目列表 | 曲目列表                 | 曲目列表                                          | 曲目列表 |
| 曲序     | 曲目                     | 演唱／演奏者                                      | 时长     |
| -------- | ------------------------ | ------------------------------------------------- | -------- |
| 1.       | 街角貓科動物（Street Corner Felines）         | 艾迪·萊沃特與華特·威廉斯（Walter Williams）合唱 （歐傑斯合唱團） | 4:48     |
| 2.       | 富人的鍍金生活（Gilded Life of the Rich Man）       | 艾迪·萊沃特與華特·威廉斯合唱 （歐傑斯合唱團）     | 5:01     |
| 3.       | 晚上偷偷摸摸（Sneaking Around at Night）         | 布奇·塔瓦雷斯                                     | 4:15     |
| 4.       | 我的魔術手法（My Magic Tricks）         | 阿迪·阿爾穆（Adi Armour）                                   | 5:02     |
| 5.       | 對我們來說更好的地方（A Better Place for Us） | S·克雷格·札勒                                     | 4:30     |
| 6.       | 她是我的冰淇淋聖代（She's My Ice Cream Sundae）   | 布奇·塔瓦雷斯                                     | 2:42     |
| 7.       | 繼續追別停（Don't Close the Drive In）           | 布奇·塔瓦雷斯                                     | 4:48     |
| 8.       | 獵槍狩獵（Shotgun Safari）             | 艾迪·萊沃特與華特·威廉斯合唱 （歐傑斯合唱團）     | 3:49     |
| 总时长： | 总时长：                 | 总时长：                                          | 34:55    |

## 發行
《高壓制裁》2018年9月3日在第75屆威尼斯影展上舉行全球首映。2017年5月，獅門獲得美國發行權，並透過其子公司頂峰娛樂發行；2019年3月22日在美國有限上映和發行VOD。據傳，獅門希望電影片長能剪成對大眾較友好的130分鐘，但札勒拒絕妥協。考慮到導演的最終剪輯權合約，獅門選擇將該片改以有限上映與VOD的模式發行。2019年2月21日，首支預告片發表。全球票房總計66萬美元。
美國數位版、DVD和藍光在2019年4月30日發售，其中包括兩部特輯：名為《道德衝突：創造挑戰的電影》（Moral Conflict: Creating Cinema That Challenges）的短片，以及分為三部的40分鐘幕後花絮——《犯罪要素》（Elements of a Crime）。

## 反響

### 評價
《高壓制裁》在影評界和觀眾間口碑好壞兩極分化，但仍以正評居多；片中的種族主義和警察暴力收到不同的評價，甚至引起爭議。此外也有許多影評認為片長過長。評論匯總網站爛番茄根據146條評論，本片獲得76%的新鮮度，均分6.90／10；共識評論：「《高壓制裁》正如片名一般冷酷無情，選擇漸漸爆發的戲劇效果而非飛快刺激，再加上恰到好處的演員來發揮。」在Metacritic網站上根據28條評論，獲得60分，屬「好壞參半的評價」。
《華盛頓郵報》的帕特·帕多瓦從滿分4星中對該片給出2.5星，主要稱讚梅爾·吉勃遜的演出，可謂該演員近期最佳表現。《環球郵報》的貝瑞·赫茲（Barry Hertz）從滿分4星中給予該片2星的中等評價，表示：「即使手法挑釁，札勒熟知如何引起關注。」《泰晤士報》的凱爾·馬厄則從滿分5星給予4星好評，並在評論中寫道：「梅爾·吉勃遜的故事線在這部新穎、蒼涼且經常出人意料隆重的類型片（本質是部警察搭檔片，但具有史詩的野心）中，既格格不入又令人抓狂但卻異常地引人注目。」《衛報》的彼得·布萊德蕭評論：「電影確實很長，從容被動地正中要害卻仍令人信服到可怕。」並從滿分5星給予電影4星。《滾石》的大衛·費爾（David Fear）從滿分5星中給出3.5星的好評，稱讚了電影的風格、世界觀和吉勃遜的演出，並在評論中表示：「尤其是犯罪片狂熱迷著迷的那種骯髒、野蠻和令人難以置信的冗長，《高壓制裁》很容易讓他們樂得冒泡，但對其他人而言，觀影體驗正如片名所示。」
《浮華世界》的K·奧斯汀·柯林斯（K. Austin Collins）認為片長太長，容易不時落入乏味（導演作品的另一項招牌風格），且珍妮佛·卡本特角色的流血事件令人反感，但與札勒過去的作品相比已顯得溫和。評論總結：「無論是否令人反感，真誠至關重要。」反學院派網站的基蘭·費雪（Kieran Fisher）稱讚了兩名警察間的互動和多利·奇托的表現，同時表示電影難免引來爭議但仍讚賞札勒無懼挑戰觀眾道德立場的精神：「電影更關注講述一則偉大的故事而非宣傳議題，如果你只想看一部偉大的犯罪史詩，那要看看《高壓制裁》。即使有些觀眾會因享受其中而深感內疚，但當整部演完時，電影將成為2019年最佳影片的競爭者。」MovieWeb網站的朱利安·羅曼（Julian Roman）稱讚吉勃遜和范恩的表現、對人性黑暗的探討，但指出片長和令人反胃的暴力戲容易勸退觀眾。
《休士頓新聞》的皮特·馮德·哈爾（Pete Vonder Haar）認為雖然片長很長，但《高壓制裁》仍是部引人入勝的警察驚悚片。他稱讚了電影的攝影、兩位主角的寫實互動以及演員們的表演，同時評論：「雷吉蒙警官因無法適應現代而被拋在後頭，同樣的事情是否會發生在扎勒身上，尚無定論。」。《阿德萊德評論》的大衛·布萊德利（David Bradley）給予負面評價，批評了片長、極端暴力和過於刻意的冒犯劇情。

### 爭議

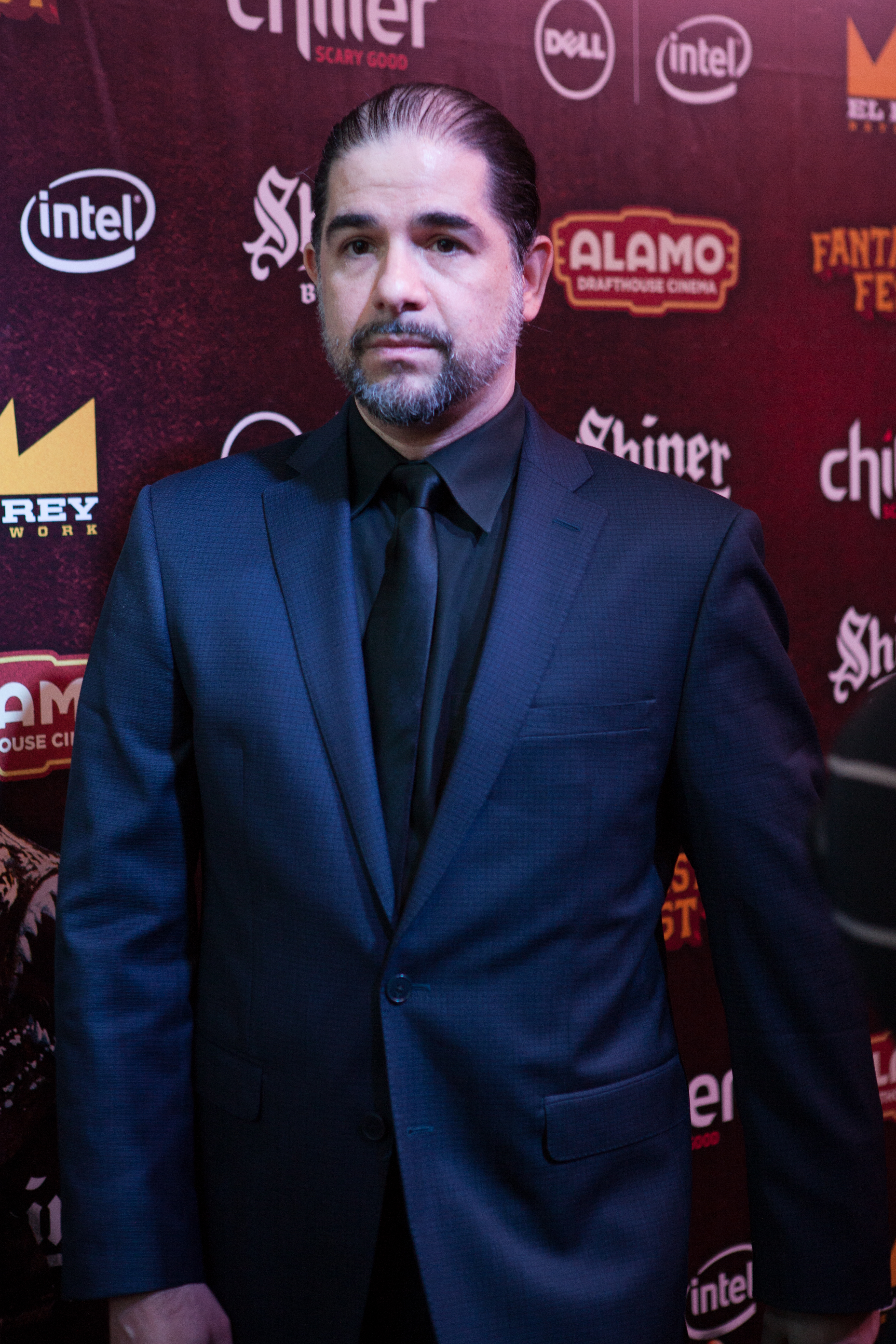
S·克雷格·札勒的劇本令外界看法兩極

《高壓制裁》的種族主義、暴力橋段和台詞觸碰了敏感的政治議題，引起部份影評和觀眾反感。例如，片中有著缺陷白人男性角色扮演行事不光彩的警察，雖然他們最終受到懲罰但疑似將其英雄化。其他還有女性及有色人種角色受到殘酷傷害的橋段，包括：雷吉蒙把拉丁裔嫌疑人踩在腳下、用冷水沖對方的半裸女友並假裝聽不懂她的口音；卡本特的角色慘死；雷吉蒙同樣具有種族主義色彩的妻子；這些對美國觀眾而言較為敏感且有挑釁嫌疑。《每日野獸》的馬洛·斯特恩（Marlow Stern）在一篇評論中打上顯眼的「卑劣、種族主義、右派幻想」並指出了片中包含了「政治不正確」的台詞和橋段，其他媒體影評也有提及類似的話題。在過去，札勒的作品讓他被稱為右派電影人，也有人聲稱他和公司正在為支持唐納·川普的右派族群拍片。雖然一些影評稱讚吉勃遜的表現，但也認為因反猶太等爭議而在好萊塢聲名狼藉的吉勃遜可能會使美國觀眾卻步。
Thrillist網站的唐·傑克森（Dan Jackson）指出電影事件設定在一座虛構的城市，不受地理限制、地區方言或社會歷史的影響，讓札勒更好以具體、極度公式的方法來將熱門時事帶入其中。但認為159分鐘的片長、札勒的風格和對政治議題的呈現難以受到普羅大眾接受，《高壓制裁》引起爭議並不意外。《火熱論報》的蘿伊·麥克德莫特（Roe McDermott）在評論中批評片中的反感橋段：「放縱的節奏、允許可怕的暴力加上冒犯人的長篇大論，扎勒的劇本中的語言明顯故意在挑釁，就像他的其他電影一樣。特別令人討厭的暴力也是如此：槍戰讓一位母親在她嬰兒的襪子上流血；一名男人遭閹割是為了純粹的快感；為了找到吞下的鑰匙，將屍體砍成碎片。」同時認為選角吉勃遜使電影更加令人難以接受，超出了將其視為剝削電影的底線。

對於引發的爭議，導演札勒表示任何人都有權發表他們的意見，但無法接受有人說出錯誤的言論和劇透，導致許多人在看電影時帶有偏見。當被貼上政治立場的標籤時，札勒不予理會並放棄與之辯論，堅持自己未被政治左右，對政治也不給興趣：「表達政治觀點並非拍片本意，」「絕非譴責警察，或指他們即無過完美之人。」。例如，他編劇的《魔偶奇譚：小小德意志》（2018年）被人說成「揭穿另類右翼的搞笑諷刺片」，但札勒表示2011年寫劇本時從未聽說過「右派」這個詞。而對於《高壓制裁》也被指稱為右派幻想時，他重申自己的觀點：
《高壓制裁》表態了許多不同的觀點，是的，眾多相異之人各有不同的掙扎，可謂非常複雜的世界。我理解為何有些人會說（我的電影保守），因為在這些鏡頭沒有例行迂腐、某項議題的明確說教擋在前面；但我正在寫一些自認引人入勝的東西時，不會停寫任何一幕、改掉一位角色的種族，或者刪除一段對話，我認為要麼有人做出某種解釋，要麼身感冒犯。深信有第一和第三部電影的前車之鑑下，你能收獲多面向的觀點，寫出令人注目之物正我所求。
札勒就像札勒欣賞的唐·席格與山姆·畢京柏一樣，不真正關心人們對自己的看法，反希望將焦點放在作品而非個人。

### 獎項
《高壓制裁》入圍第45屆土星獎上的四項大獎，包括最佳驚悚片、最佳電影男主角（吉勃遜）、最佳劇本（札勒）和最佳化妝（麗莎·勒夫和泰特·史坦克）。
在第40屆金酸莓獎上入圍新增的最無顧人類生命和公共財產後果的電影（Worst Reckless Disregard for Human Life and Public Property）一獎。WhatCulture網站批評這項提名：「感覺好像投票者只為了能引發廣泛的社交媒體宣傳而提名《小丑》，並藉此設立了一項曖昧的獎項類別。但依據低預算定位、也沒有那麼多大屠殺的《高壓制裁》是個更奇怪的選擇，考量到在混亂的動作場面中明顯造成了多少對群眾的附帶損害，麥可·貝的《鬼影特攻：以暴制暴》明顯比這兩部片都值得入圍。」
| 入圍獎項 | 入圍獎項                           | 入圍獎項                   | 入圍獎項 | 入圍獎項 | 入圍獎項 |
| 獎項     | 類別                               | 得獎者或提名者             | 結果     | 來源     |          |
| -------- | ---------------------------------- | -------------------------- | -------- | -------- | -------- |
| 土星獎   | 最佳驚悚片                         | 《高壓制裁》               | 提名     | [ 48 ]   |          |
| 土星獎   | 最佳電影男主角                     | 梅爾·吉勃遜                | 提名     | [ 48 ]   |          |
| 土星獎   | 最佳劇本                           | S·克雷格·札勒              | 提名     | [ 48 ]   |          |
| 土星獎   | 最佳化妝                           | 麗莎·勒夫（Lisa Love）和泰特·史坦克 | 提名     | [ 48 ]   |          |
| 金酸莓獎 | 最無顧人類生命和公共財產後果的電影 | 《高壓制裁》               | 提名     | [ 49 ]   |          |

## 外部連結
- 互联网电影数据库（IMDb）上《高壓制裁》的资料（英文）
- Metacritic上《高壓制裁》的資料（英文）
- 爛番茄上《高壓制裁》的資料（英文）
- 豆瓣电影上《高壓制裁》的資料 （简体中文）